# Nikon D700
D300 D800E
D800
Le Nikon D700 est un appareil photographique reflex numérique plein format de 12,1 mégapixels, annoncé par Nikon le 1er juillet 2008. C'est un boîtier professionnel.
Il partage de nombreuses similarités avec le Nikon D300, exception faite d'un viseur plus large et de certains composants internes. Il est équipé d'un capteur au format Nikon FX, le même format qui équipe le Nikon D3.
Premier reflex haute sensibilité du marché, il est conçu sur les bases du D300 avec une amélioration notable de la sensibilité du capteur. 

## Caractéristiques
- Capteur CMOS au format FX (23,9 mm × 36 mm) de 12,1 millions de pixels
- Définition : 4 256 × 2832 pixels
- Autofocus à détection de phase sur 51 collimateurs.
- Processeur d'images EXPEED
- Sensibilité ISO de 200–6400 (100–25600 avec plage étendue)
- Boîtier en alliage de magnésium, ultra-résistant : protection contre l'humidité et la poussière
- Monture Nikon F
- Format de mémoire : Carte CompactFlash type 1
- Formats de fichiers inclus : JPEG, TIFF (RGB), NEF (RAW)
- Écran LCD 7,62 cm, 640 × 480 pixels (921 600 points)
- Prise HDMI HD pour vidéo
- Dimensions : 147 × 123 × 77 mm
- Poids : 995 g.
- Accumulateur Lithium-ion rechargeable EN-EL3e (le même que pour le D80, D90, D200, D300, D300S), Durée de vie de l batterie par charge : 1000 déclenchements (CIPA)
- Poignée d'alimentation MB-D10 MB-D10 (la même que le D300 & D300S)

## Accessoires

### Alimentations
- Chargeur rapide MH-18a
- Accumulateur Li-ion rechargeable EN-EL3e
- Poignée d'alimentation MB-D10, permettant notamment de faire passer la cadence en rafale de 5 à 8 images par seconde (avec l'alimentation ad hoc : batterie du D3 ou accus)

### Déclenchements à distance et télécommandes filaires
- Cordon de déclenchement à distance MC-30A
- Câble d’extension multifonction MC-36A
- Cordon de télécommande filaire MC-DC1
- Télécommande modulite compacte ML-3
- Adaptateur sans fil WR-A10
- Télécommande WR-R11a
- Cordon de raccordement MC-37
- Ensemble d’adaptateurs à distance sans fil WR-T10/WR-R10/WR-A10

### Flashs compatibles
- Nikon SB-300
- Nikon SB-500 Speedlight
- Nikon SB-700
- Nikon SB-5000 Speedlight
- Flash asservi sans fil SB-R200
- Système de flashs sans fil R1C1 pour plans rapprochés
- Système de flash sans fil R1 pour gros plans
- Flash contrôleur sans fil SU-800

### Oculaires et viseurs
- Viseur à angle droit DR-5 à visser
- Loupe de visée DG-2

### GPS
- Câble adaptateur de série GPS MC-35Geotagger, outil permettant d'ajouter les coordonnées de la prise de vue par système GPS.

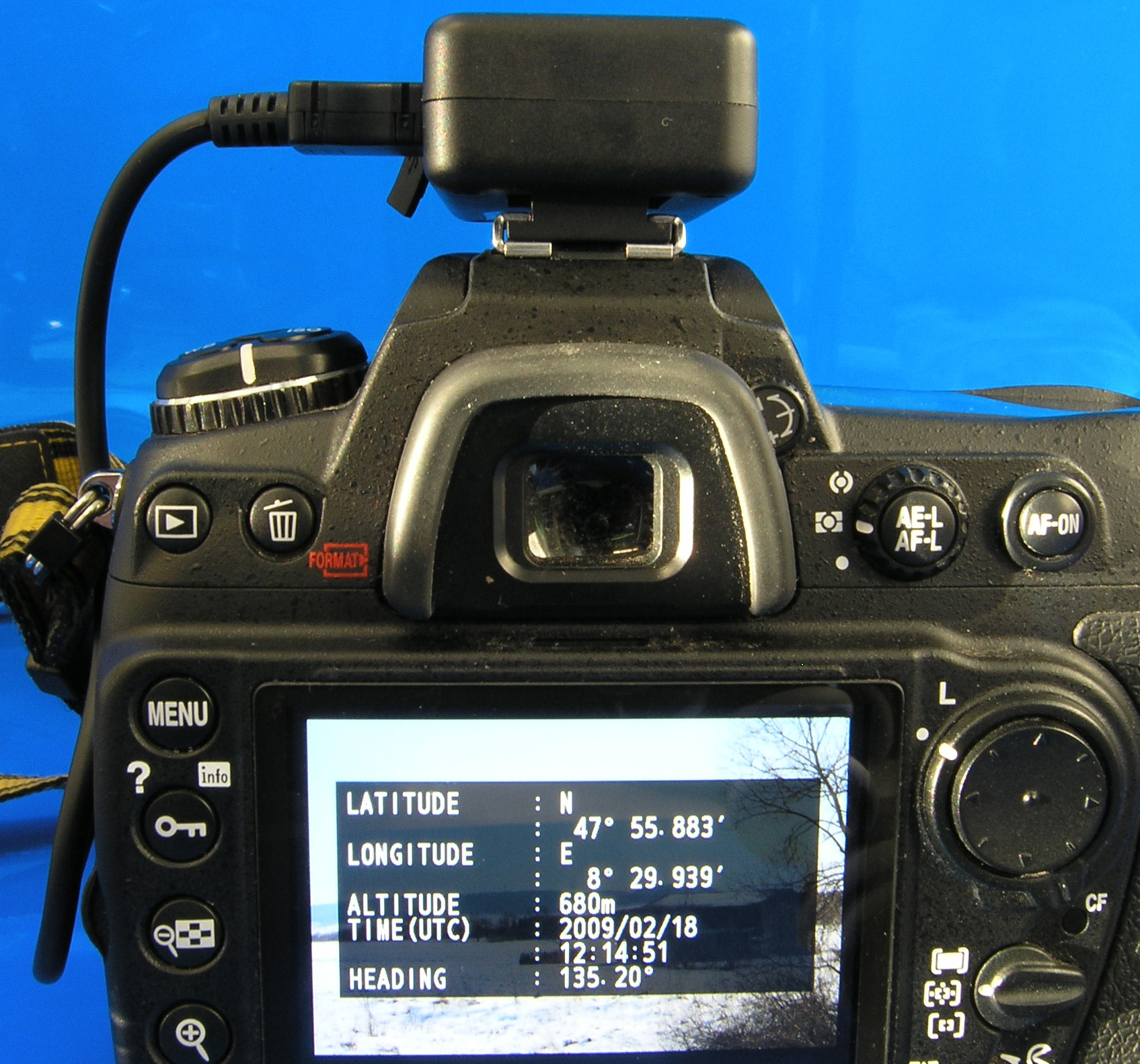
Geotagger Solmeta N2 Kompass pour Nikon D300-700